# Atimet (llibert)
Atimet (en llatí Atimetus) fou un llibert i amant de Domícia, tia de Neró, que va acusar Agripina de complotar contra l'emperador Neró l'any 56. Agripina no sols es va lliurar sinó que va obtenir el càstig del seu acusador, que fou condemnat a mort.